# Because The Internet
Because The Internet is het tweede album van de Amerikaanse rapper Childish Gambino uitgebracht op 10 december 2013.

## Track listing
| Nr. | Titel                                                               | Producer(s)                    | Duur |
| --- | ------------------------------------------------------------------- | ------------------------------ | ---- |
| 1.  | "The Library (Intro)"                                               | Donald Glover                  | 0:04 |
| 2.  | I. Crawl                                                            | Glover, Christian Rich         | 3:29 |
| 3.  | II. Worldstar                                                       | Glover, Ludwig Göransson       | 4:04 |
| 4.  | Dial Up                                                             | Glover                         | 0:44 |
| 5.  | I. The Worst Guys (Chance The Rapper)                               | Glover, Göransson              | 3:39 |
| 6.  | II. Shadows                                                         | Thundercat, Glover, Göransson  | 3:51 |
| 7.  | III. Telegraph Ave. ("Oakland" by Lloyd)                            | Glover, Göransson              | 3:30 |
| 8.  | IV. Sweatpants                                                      | Glover, Göransson              | 3:00 |
| 9.  | V. 3005                                                             | Glover, Göransson              | 3:54 |
| 10. | Playing Around Before the Party Starts                              | Göransson                      | 0:54 |
| 11. | I. The Party                                                        | Glover, Göransson, Pop Levi    | 1:31 |
| 12. | II. No Exit                                                         | Glover, Göransson              | 2:51 |
| 13. | Death by Numbers                                                    | Glover                         | 0:43 |
| 14. | I. Flight of the Navigator                                          | Glover, Göransson              | 5:44 |
| 15. | II. Zealots of Stockholm (Free Information)                         | Glover, Göransson, Sam Spiegel | 4:50 |
| 16. | III. Urn                                                            | Glover, Göransson              | 1:13 |
| 17. | I. Pink Toes (met Jhené Aiko)                                       | Glover, Göransson, Ponce       | 3:27 |
| 18. | II. Earth: The Oldest Computer (The Last Night) (met Azealia Banks) | Glover, Göransson              | 4:42 |
| 19. | III. Life: The Biggest Troll (Andrew Auernheimer)                   | Glover, Göransson              | 5:42 |